# Влодзімеж Котонський
Влодзімеж Котонський (пол. Włodzimierz Kotoński; 23 серпня 1925 — 4 вересня 2014) — польський композитор і музикознавець.

## Біографія
Народився у Варшаві. Закінчив Варшавську консерваторію (1951). У 1950-і роки вивчав музичний фольклор Південної Польщі, пізніше займався головним чином електронною музикою. В 1974–1976 роках — головний музичний редактор Польського радіо. У 1980—1983 він був віце-президентом, і 1983—1989 президент польської секції Міжнародного товариства сучасної музики. Читав гостьові лекції з композиції і електроакустичної музики в зарубіжних університетах, у тому числі у Стокгольмі, Буффало, Лос-Анджелесі і в Єрусалимі.
Опублікував монографії «Ударні інструменти в сучасному оркестрі» (пол. Instrumenty perkusyjne we współczesnej orkiestrze; 1963, переклади на англійську, німецьку і угорську) і «Електронна музика» (пол. Muzyka elektroniczna; 1989), а також «Словник сучасних ударних інструментів» (пол. Leksykon współczesnej perkusji; 1989). Автор симфонічних, вокальних, камерних творів.